# Windows Taakbeheer
Windows Taakbeheer (taskmanager) is een onderdeel van Microsoft Windows dat aangeeft geeft welke programma's, processen en diensten actief zijn. Het kan worden gebruikt om de prestaties van de computer te volgen of een programma te sluiten dat niet reageert.
Taakbeheer kan op verschillende manieren gestart worden. Een sneltoetscombinatie om taakbeheer te starten is Ctrl+Shift+Escape.

## Geschiedenis
De huidige versie van taakbeheer is met Windows NT 4.0 geïntroduceerd; oudere Windows hadden het programma tasks (taskman.exe) waarmee programma's beëindigd konden worden.